# Mystic Force
Mystic Force est un groupe américain de power metal et metal progressif, originaire de Baltimore, dans le Maryland.

## Histoire
Après la formation du groupe en 1983, une première démo éponyme est publiée en 1987. La démo suivante est With Rank Comes Rule en 1988, suivie de Blind Vision en 1989. Le groupe signe ensuite un contrat avec CMFT Records, qui publie l'EP Take Command en 1989. Quelques semaines après sa sortie, CMFT Records fait faillite. L'EP est également publié aux États-Unis par Killer Pro-Duction.
En 1990, l'album Shipwrecked With the Wicked sort chez Siegen Records. La même année, Take Command - The Demo Years sort en tant que compilation sur C.M.F.T. Productions. En 1993, l'album Eternal Quest est publié sur le label allemand Rising Sun Records. Après la sortie de l'album A Step Beyond en 1995, une tournée européenne avec Metal Church et Vicious Rumours devait suivre. Cependant, Rising Sun Records fait faillite avant cette date et la tournée n'a pas lieu. L'album Man vs. Machine, prévu pour le printemps 1996, n'est pas non plus abordé. En 1999, le groupe enregistre une reprise de la chanson Curse of the Pharaos de Mercyful Fate, qui figure sur l'album hommage à Mercyful Fate the Unholy Sounds of the Demon Bells - A Tribute to Mercyful Fate. Après la publication d'une démo, l'album Man vs. Machine suit finalement en 2001.

## Style musical
Le groupe joue du power metal progressif qui rappelle des groupes comme Queensrÿche, Heir Apparent, Fates Warning, mais aussi les premiers morceaux de Iron Maiden. 

## Discographie
- 1987 : Mystic Force (démo)
- 1988 : Blind Vision (démo)
- 1989 : Take Command (EP, C.M.F.T. Productions)
- 1989 : Shipwrecked with the Wicked (démo, single, Killer Pro-Duction)
- 1990 : Shipwrecked with the Wicked (album, Siegen Records)
- 1990 : Take Command – The Demo Years (compilation, C.M.F.T. Productions)
- 1991 : Stagestruck…Live (démo)
- 1992 : Another World (single, Rising Sun Records)
- 1993 : Eternal Quest (album, Rising Sun Records)
- 1995 : A Step Beyond (album, Rising Sun Records)
- 2000 : Curse of the Pharaos sur The Unholy Sounds of the Demon Bells – A Tribute to Mercyful Fate (Dwell Records)
- 2000 : Steps to a New Machine (EP, Metal Invader Records)
- 2001 : Man Vs. Machine (album, Siegen Records)